# Renale glucosurie
Renale glucosurie is het verschijnsel dat er glucose in de urine te vinden is terwijl de hoeveelheid glucose in het bloed toch niet verhoogd is. De oorzaak hiervoor ligt in de nier, die niet voldoende in staat is, zoals een normale nier, om de glucose uit het glomerulaire ultrafiltraat terug te winnen. Men spreekt dan van een verlaagde nierdrempel voor glucose.
Dit verschijnsel komt nog weleens voor tijdens de zwangerschap. 
Als het een geïsoleerde bevinding is zonder klachten is het soms een recessief erfelijke aandoening.